# Roquez Johnson
Roquez Johnson (Montgomery, 10 ottobre 1992) è un cestista statunitense.